# Ivan Rakitić
Ivan Rakitić (n. 10 martie 1988, Rheinfelden⁠(d), cantonul Aargau, Elveția) este un fotbalist elvețian și croat retras din activitate, care a jucat pe post de mijlocaș la echipe ca Sevilla, Barcelona și Schalke 04. Pe plan internațional, are prezențe la națională pentru Elveția U21⁠(d), Croația U-21⁠(d) și Croația.
Născut în Rheinfelden și crescut la Möhlin, Rakitić și-a început cariera de fotbalist profesionist, la cel mai titrat club din Elveția, FC Basel, pentru care a evoluat două sezoane înainte să se transfere în Bundesliga, la Schalke. Rakitić, deși este un produs al școlii elvețiene, jucând câteva meciuri pentru naționala de tineret a Elveției, a ales să joace pentru Croația.

## Copilăria
Ivan Rakitić s-a născut într-o familie cu multe origini. Părinții lui sunt croați, care au migrat în Elveția înainte să înceapă Războiul din Croația. Tatăl său, este originar din Sikirevci în timp ce mama sa, provine dintr-o familie de croați-bosniaci din Žepče. Ivan Rakitić a copilărit și și-a început cariera de fotbalist în Elveția, tatăl său și fratele mai mic, fiind, de asemenea, fotbaliști. Rakitić a ales aceeași carieră, fotbalul. După ce și-a încheiat studiile la școala primară, el s-a concentrat mai mult pe asupra fotbalului. Potențialul său a fost observat la vârsta de 16 ani, de doi scouteri din Europa, care i-au propus un transfer, dar el, împreună cu familia sa, au refuzat, preferând să rămână în Basel, pentru a-i permite să joace cât mai multe meciuri.

## Cariera de club

### FC Basel
După ce a cochetat mai mulți ani cu echipa de tineret al lui Basel, Rakitić a făcut pasul la echipa de seniori a clubului, debutând într-un meci din Cupa UEFA contra bosniacilor de la NK Široki Brijeg pe 29 septembrie 2005. A jucat primul său meci în Super-Liga Elvețiană pe 15 aprilie 2006, contra lui Neuchâtel Xamax. Deși acestea au fost singurele sale apariții în primul sezon pentru Bosel, în cel de-al doilea, a fost folosit cu regularitate, reușind să înscrie 11 goluri în 33 de meciuri. De asemenea, a jucat nouă partide în  Cupa UEFA, fiind numit cel mai bun tânăr jucător din sezonul 2006-07 din Super-Liga, apoi, i-a fost atribuit "Golulul Anului" pentru un gol înscris contra lui St. Gallen.

### Schalke
După un sezon excelent pentru un tânăr jucător, a intrat din nou în vizorul marilor cluburi din Europa, de data aceasta acceptând oferta nemților de la Schalke 04, și semnând contractul cu aceștia la data de 22 iunie 2007. Rakitić a intrat în vederile antrenorului său, Mirko Slomka, ca un potențial înlocuitor al mijlocașului brazilian Lincoln, plecat la Galatasaray.
A debutat pentru Schalke într-un meci contând pentru Cupa Ligii Germaniei, la  21 iulie 2007 împortiva lui Karlsruher, iar apoi, la 5 august 2007, el a reușit primul său gol pentru Schalke, în primul tur al Cupei Germaniei, contra lui Eintracht Trier, meci terminat 9-0 pentru Schalke.
Apoi la 10 august 2007, a intrat din postura de rezervă într-un derby pe care Schalke l-a disputat contra lui Stuttgart, reușind să înscrie la numai șapte minute, aducând egalarea, acesta fiind primul său gol în Bundesliga. Într-un alt derby disputat de Schalke, împotriva lui Bayern München, a impresionat, reușind să deschidă scorul, înscriind în poarta apărată de Oliver Kahn, meciul terminându-se 1-1, după ce bavarezii au egalat prin Klose. La trei zile după acest meci, pe 18 septembrie 2007, a debutat într-un meci de Champions League, pierdut de Schalke cu 1-0 contra Valenciei. În total, a adunat șapte partide în acel sezon al Ligii Campionilor. Apoi, împreună cu colegul său, Mladen Krstajic au fost excluși temporar din lot, pentru că au participat la o petrecere până târziu în noapte, înaintea unui meci cu Rosemborg. Salvarea lui a venit odată cu returul meciului cu FC Porto din Champions League, unde s-a ajuns la loviturile de departajare, unde Rakitić a reușit să transforme lovitura sa, ajutând-o pe Schalke să ajungă pentru prima dată în sferturile de finală ale Ligii. Apoi, înaintea meciului din sferturi cu Barcelona, Rakitić a suferit o accidentare care l-a ținut departe de teren pentru o lună, de altfel Schalke a pierdut ambele meciuri cu 1-0, și a fost eliminată.
La scut timp după accidentare, el și-a recăpătat forma, reușind un gol și o pasă de gol într-un meci câștigat de Schalke cu 3-0 împotriva lui VfL Bochum ceea ce a ajutat-o pe Schalke să termine pe locul al treilea în Bundesliga, care i-a permis să evolueze și în sezonul următor al Ligii Campionilor.
În ultimul meci al sezonului, contra lui Eintracht Frankfurt disputat pe Veltins-Arena, Rakitić a înscris unicul gol al meciului dintr-o pasă a lui Mladen Krstajić. În total, el a terminat primul său sezon în Bundesliga cu trei goluri și 10 pase de gol în 29 de meciuri. În următorul sezon, el a început excelent, reușind două pase de gol în prima etapă a Bundesligii, contra lui Hannover 96.

## Echipa națională
Deși în trecut evouluase pe la toate loturile naționale de tineret ale Elveției, U-17; U-19; U-21, el a decis să răspundă convocării lui Slaven Bilić la naționala Croației de seniori, această decizie a lui de a refuza Elveția a stârnit valuri de furie din partea Asociației de fotbal Elvețian dar și din partea suporterilor elvețieni, de altfel familia sa a fost amenințată iar tatălui său i-a fost retrasă cetățenia elvețiană.
Rakitić a debutat pentru Croația la 8 septembrie 2007 într-un meci disputat la Zagreb contra Estoniei din Preliminariile Campionatului European de Fotbal 2008, intrând pe teren din postura de rezervă, el a fost apreciat de fanii croați. În următorul meci disputat de Croația, contra Andoarrei, el a reușit să marcheze primul său gol pentru națională la doar a doua apariție, meciul terminându-se 6-0 pentru corați.
Rakitić a fost inclus în lotul Croației pentru Euro 2008, turneu desfășurat în Austria și Elveția, unde a fost al doilea tânăr jucător de la acel turneu final. El a debutat la acest turneu într-un meci contra Germaniei, trimițând o pasă de gol lui Ivica Olić care a marcat pentru 2-1, aducând victoria. Rakitić a jucat și în sferturile de finală ale lui Euro 2008, împotriva Turciei, unde Croația a fost eliminată la loviturile de departajare, după ce în minutul 119' marcaseră pentru 1-0 iar în timpul suplimentar al prelungirilor, Turcia a egalat și a trimis meciul la penalty-uri, unde Rakitić a ratat lovitura sa.

## Stilul de joc
Rakitić e folosit frecvent ca titular, pentru că este foarte matur și puternic. Când joacă în Bundesliga, la Schalke, este folosit drept playmaker, în spatele vârfurilor de atac, pentru că are capacitatea de a păstra mingea în posesia echipei lui atunci când aceasta are nevoie să conserve un rezultat. De altfel când echipa lui se află în dificultate în defensivă, Rakitić coboară pentru a-și ajuta coechipierii.
Iar când evoluează pentru națională, el este folosit de actualul selecționer, Slaven Bilić, ca și la echipa de club, mijlocaș ofensiv, având capacitatea de a desface flancurile pentru a crea mai multe ocazii de gol.

## Viața personală
Ivan are un frate pe care îl cheamă Dejan, care este ca și el, tot fotbalist, evoluând în prezent la gruparea elvețiană Black Stars Basel.
Ivan Rakitić are un tatuaj pe brațul drept, cu numele fratelui său, Dejan.
Rakitić s-a căsătorit cu Raquel Mauri în aprilie 2013, în Sevilla, după o relație de doi ani. În iulie 2013, s-a născut fiica lor, Althea.

## Goluri internaționale
| #  | Data               | Stadion                           | Adversar     | Scor  | Rezultat final | Competiție             |
| -- | ------------------ | --------------------------------- | ------------ | ----- | -------------- | ---------------------- |
| 1. | 12 septembrie 2007 | Estadi Comunal, Andorra la Vella  | Andorra      | 0 – 6 | 0 – 6          | Preliminarii Euro 2008 |
| 2. | 20 august 2008     | Ljudski vrt, Maribor, Slovenia    | Slovenia     | 1 – 1 | 2 - 3          | Meci amical            |
| 3. | 20 august 2008     | Ljudski vrt, Maribor, Slovenia    | Slovenia     | 2 – 3 | 2 - 3          | Meci amical            |
| 4. | 15 octombrie 2008  | Maksimir Stadium, Zagreb, Croația | Andorra      | 0 – 1 | 0 - 4          | Calificările CM 2010   |
| 5. | 15 octombrie 2008  | Maksimir Stadium, Zagreb, Croația | Andorra      | 0 – 4 | 0 - 4          | Calificările CM 2010   |
| 6  | 11 februarie 2009  | Stadionul Ghencea, București      | România      | 1 – 1 | 2 – 1          | Meci amical            |
| 7  | 5 septembrie 2009  | Maksimir, Zagreb                  | Belarus      | 1 – 0 | 1 – 0          | Calificările CM 2010   |
| 8  | 23 mai 2010        | Gradski vrt, Osijek               | Țara Galilor | 1 – 0 | 2 – 0          | Meci amical            |

## Statistici carieră

### Club
La 20 mai 2018.
| Club          | Sezon         | Campionat     | Campionat | Campionat | Cupă    | Cupă   | Europa  | Europa | Altele  | Altele | Total   | Total  |
| Club          | Sezon         | Divizie       | Meciuri   | Goluri    | Meciuri | Goluri | Meciuri | Goluri | Meciuri | Goluri | Meciuri | Goluri |
| ------------- | ------------- | ------------- | --------- | --------- | ------- | ------ | ------- | ------ | ------- | ------ | ------- | ------ |
| Basel         | 2005–06       | Super League  | 1         | 0         | 1       | 0      | 1       | 0      | –       | –      | 3       | 0      |
| Basel         | 2006–07       | Super League  | 33        | 11        | 5       | 0      | 5       | 0      | –       | –      | 43      | 11     |
| Basel         | Total         | Total         | 34        | 11        | 6       | 0      | 6       | 0      | –       | –      | 46      | 11     |
| Schalke 04    | 2007–08       | Bundesliga    | 29        | 3         | 3       | 1      | 7       | 0      | 3       | 0      | 42      | 4      |
| Schalke 04    | 2008–09       | Bundesliga    | 23        | 1         | 4       | 1      | 7       | 1      | –       | –      | 34      | 3      |
| Schalke 04    | 2009–10       | Bundesliga    | 29        | 7         | 4       | 0      | –       | –      | –       | –      | 33      | 7      |
| Schalke 04    | 2010–11       | Bundesliga    | 16        | 1         | 4       | 1      | 5       | 0      | 1       | 0      | 26      | 2      |
| Schalke 04    | Total         | Total         | 97        | 12        | 15      | 3      | 19      | 1      | 4       | 0      | 135     | 16     |
| Sevilla       | 2010–11       | La Liga       | 13        | 6         | 1       | 0      | 2       | 0      | –       | –      | 16      | 6      |
| Sevilla       | 2011–12       | La Liga       | 36        | 0         | 3       | 1      | 0       | 0      | –       | –      | 39      | 1      |
| Sevilla       | 2012–13       | La Liga       | 34        | 9         | 8       | 3      | –       | –      | –       | –      | 42      | 12     |
| Sevilla       | 2013–14       | La Liga       | 34        | 12        | 0       | 0      | 18      | 3      | –       | –      | 52      | 15     |
| Sevilla       | Total         | Total         | 117       | 27        | 12      | 4      | 20      | 3      | –       | –      | 149     | 34     |
| Barcelona     | 2014–15       | La Liga       | 32        | 5         | 7       | 1      | 12      | 2      | –       | –      | 51      | 8      |
| Barcelona     | 2015–16       | La Liga       | 36        | 7         | 6       | 0      | 10      | 2      | 5       | 0      | 57      | 9      |
| Barcelona     | 2016–17       | La Liga       | 32        | 8         | 8       | 1      | 9       | 0      | 2       | 0      | 51      | 9      |
| Barcelona     | 2017–18       | La Liga       | 35        | 1         | 8       | 2      | 10      | 1      | 2       | 0      | 55      | 4      |
| Barcelona     | Total         | Total         | 135       | 21        | 29      | 4      | 41      | 5      | 9       | 0      | 214     | 30     |
| Total carieră | Total carieră | Total carieră | 383       | 71        | 63      | 11     | 86      | 9      | 13      | 0      | 545     | 91     |

## Palmares

### Club
FC Basel
- Cupa Elveției: 2006–07

Sevilla
- UEFA Europa League: 2013–14

Barcelona
- La Liga: 2014–15, 2015–16, 2017–18, 2018–19
- Copa del Rey: 2014–15, 2015–16, 2016–17, 2017–18
- Supercopa de España: 2016, 2018
- UEFA Champions League: 2014–15
- Supercupa Europei: 2015
- Cupa Mondială a Cluburilor FIFA: 2015

Croația
- Campionatul Mondial de Fotbal finalist: 2018[26]